# Hrabstwo Dukes
Hrabstwo Dukes (ang. Dukes County) – hrabstwo w USA, w południowej części stanu Massachusetts. W roku 2000 zamieszkiwane przez 14 987 mieszkańców. Centrum administracyjne (ang. county seat) hrabstwa mieści się w Edgartown.
Do terytorium hrabstwa zalicza się także:
- wyspy Elizabeth
- Martha’s Vineyard
- Nantucket na wschód od Long Island

Historycznie hrabstwo było częścią Prowincji Nowy Jork i zostało przekazane kolonii Massachusetts w 1691.

## Miasta
- Aquinnah
- Chilmark
- Edgartown
- Gosnold
- Oak Bluffs
- Tisbury
- West Tisbury
- Vineyard Haven (CDP)